# کوه‌های تالش

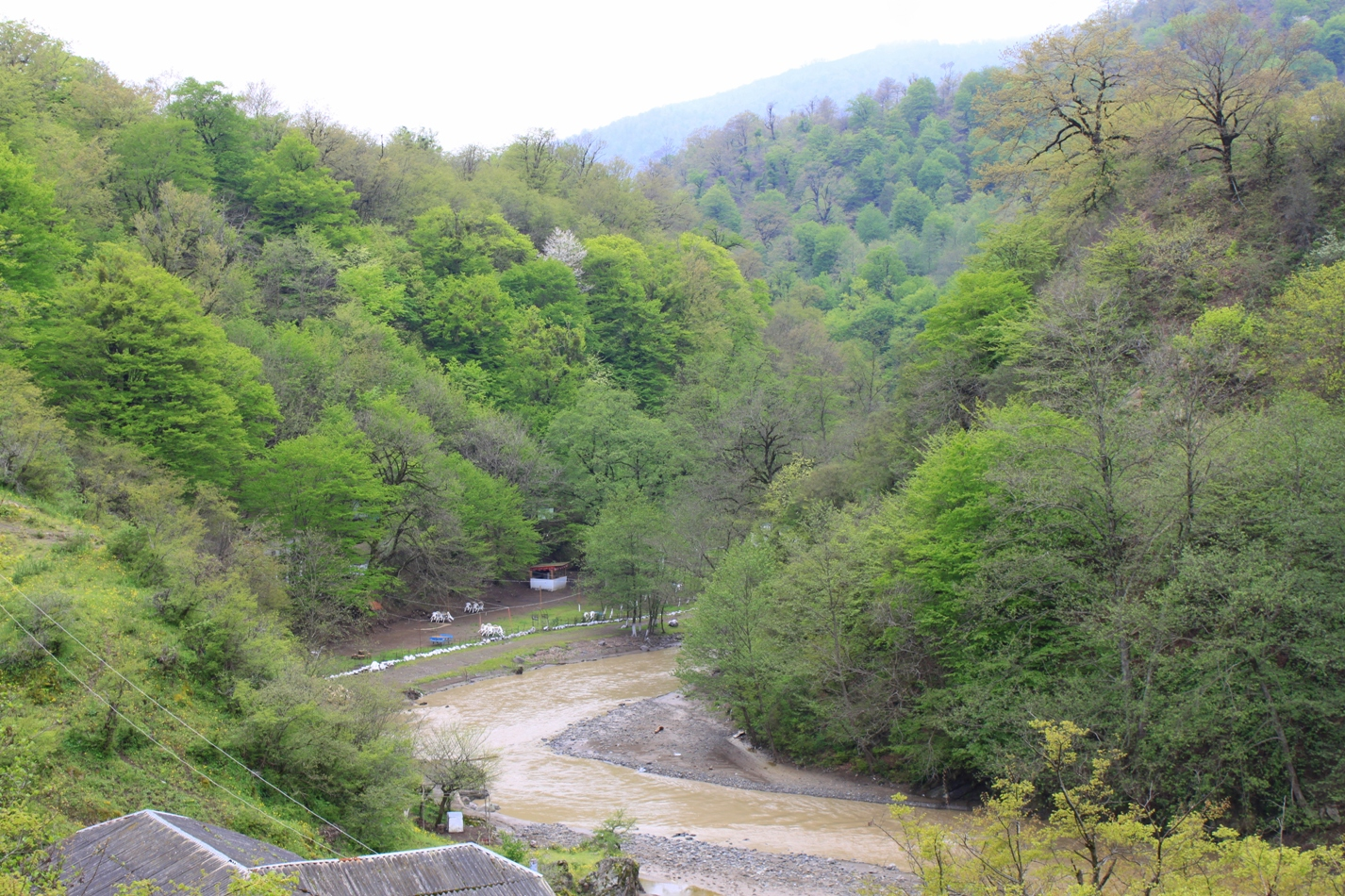
کوه‌های تالش در منطقه ماساللی.

کوه‌های تالش (تالشی: تالشه بندون) زنجیره‌ای از کوه‌ها است که در شمال غربی ایران و جنوب شرقی جمهوری آذربایجان قرار گرفته‌است. این کوه‌ها بخش شمال غربی رشته‌کوه البرز را تشکیل می‌دهند و از زمین‌های پست لنکران به سوی جنوب شرقی امتداد یافته و تا دشت‌های سفیدرود در ایران ادامه می‌یابند.

## جغرافیا
کوه‌های تالش در شرق آذربایجان با جهتی شمالی-جنوبی در حاشیهٔ دریای کاسپین تا درهٔ سفیدرود در گیلان امتداد دارد. دامنه‌های غربی کوه‌های تالش دارای شیب ملایم و چهرهٔ عریان و بسیار کم‌درخت و دامنه‌های شرقی آن دارای شیب تند به سوی دریای کاسپین است. «سفیدکوه» بلندترین قلهٔ آن به ارتفاع ۳۲۰۰ متر در نزدیکی سفیدرود قرار دارد.
کوه‌های تالش در شمال غربی به کوهستان سبلان می‌پیوندد. رشته‌کوه‌های تالش دارای سه رشتهٔ اصلی است. در میان آن‌ها، طولانی‌ترین رشته‌کوه، کوه‌های تالش است که در مرز با ایران و به طول ۱۰۰ کیلومتر کشیده شده و تا ۸ کیلومتری ساحل کاسپین ادامه دارد. بلندترین قلهٔ آن بغرو ۳۱۹۷ متر ارتفاع دارد و در ییلاقات خطبه‌سرا واقع شده‌است نام دارد. منطقه تالش اقلیمی ملایم دارد. نواحی «آستارا» و «لنکران» دارای اقلیمی جنب‌مداری بوده، زمستان‌هایی ملایم و تابستان‌های نسبتاً گرم دارند.

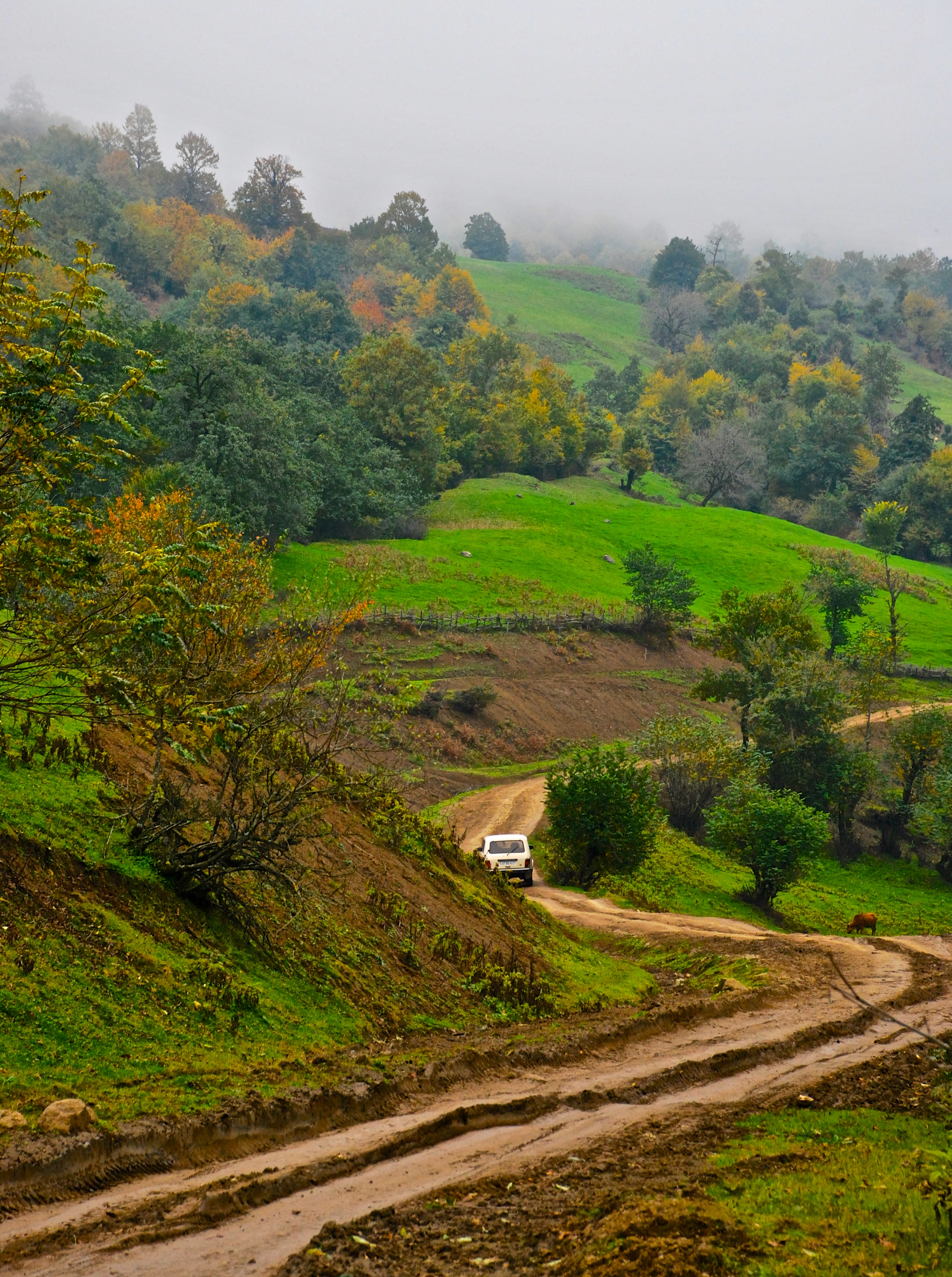
کوه‌های تالش

آب رودخانه‌های بالهارود، گوی‌تپه، ولش، قومباشی، سوداوشار، بشرو، آستارا و تعدادی دیگر که از کوه‌های تالش سرچشمه گرفته و در این نواحی جریان دارد، در آبیاری مورد استفاده قرار گرفته و از اهمیت خاصی برخوردارند. کوه‌های تالش و جلگهٔ لنکران، دارای پوشش خاک بسیار غنی است. در این نواحی، در کنار چمنزارهای گسترده و چراگاه‌های سرسبز، جنگل‌های ارزشمندی نیز وجود دارد.

## آب و هوا
کوهستان تالش چند قلهٔ بلندتر از ۳ هزار متر دارد و بیشینهٔ بارندگی در این کوهستان میان ۱٬۶۰۰ تا ۱٬۸۰۰ میلی‌متر است که بالاترین میزان بارندگی در ایران و در جمهوری آذربایجان است.

## زمین‌شناسی
از نظر زمین‌شناسی، رشته کوه تالش عمدتاً از نهشته‌های آتشفشانی-رسوبی کرتاسه پسین با نواری از سنگ‌های پالئوزوئیک و نواری از سنگ‌های تریاس و ژوراسیک در بخش‌های جنوبی، هر دو در جهت شمال غربی-جنوب شرقی تشکیل شده است.

## جنگل‌های تالش

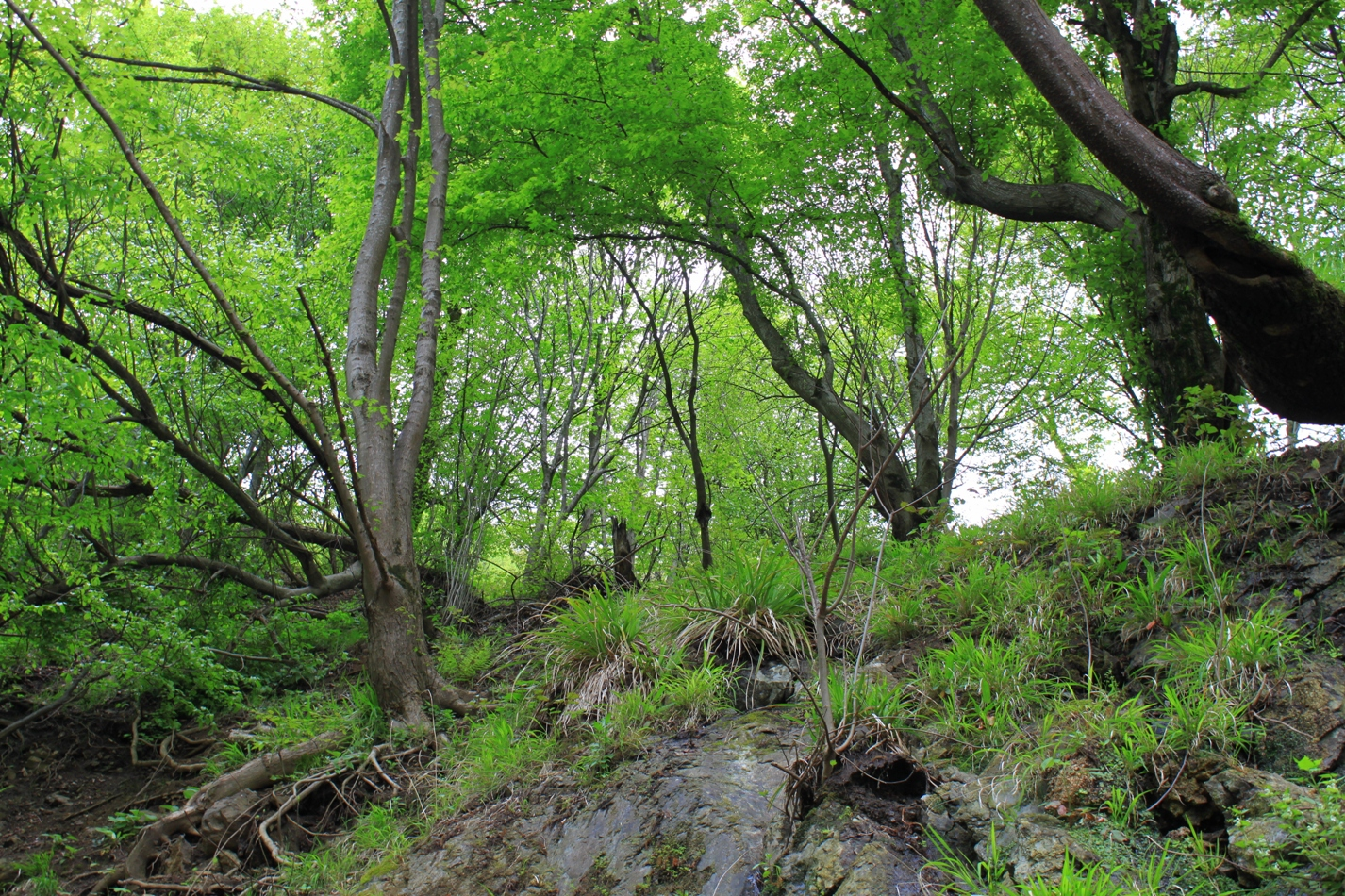
جنگل‌های تالش در منطقه ماساللی.

جنگل‌های تالش عمدتاً در کوه‌های تالش و نیز در بخش‌هایی از جلگهٔ لنکران گسترده شده‌است. این جنگل‌ها که تا ارتفاع ۲۲۰۰ متری از سطح دریا گسترده شده‌اند حدود ۱۵۰ هزار هکتار مساحت را دربر می‌گیرد. در این گستره، جنگل‌های جنب‌مداری تیپ هیرکان وجود دارد، به استثنای دیابار، در تالش در مساحت ۳۶۹۰۰ هکتاری، ۱۱۶۷ نوع رستنی شمارش شده‌است. از ۱۵۰ نوع درختان و بوته‌های جنگلی ۳۶ گونهٔ آن بومی‌اند.
در جنگل‌های هیرکان تالش آکاسیا، گلابی هیرکان و آکاسیای ابریشمی موجود است که نشان‌دهندهٔ ارتباط ژنتیکی این جنگل‌ها با پوشش گیاهی آسیای شرقی و هیمالیا در گذشته‌های دور بوده‌است. در جنگل‌های تالش، به علت مواجهه با دوره یخچالی شدن، نمونه‌هایی از پوشش گیاهی آن دوره برجای مانده و محافظت شده‌است. این موضوع از نظر بررسی‌های تاریخی جنگل‌های جهان از اهمیت بسیار برخوردار است. در جنگل‌های تالش پراکندگی انواع درختان ویژه از جمله درخت آهن، بلوط شاه بلوطی برگ، آکاسیای ابریشمی، له‌له خزر، شمشاد هیرکانی، گردو و انجیر هیرکانی، را می‌توان مشاهده کرد. از دیگر درختان منطقه می‌توان از آلوچه، ازگیل، زالزالک، ارجنگ، انار، شمشاد کولخیسی، کوله‌خاس، دانایا، نام برد که از نمونه‌های ارزشمند جنگلی بوده و اشکوب پایینی جنگل را پوشانده‌اند.
در گسترش جنگل‌های کوهستانی تالش، ارتفاعات تأثیر داشته‌اند و نوارهایی از مناطق را به وجود آورده‌اند. این نوارها به نواحی دشت، پایین‌کوه، میان‌کوه، بالاکوه، جنگل‌های نیمه‌آلپی و چمنی ـ کوهی تقسیم می‌شوند. هر نوار دارای پوشش گیاهی ویژهٔ خود است. در نواحی دشتی توسکا، یالان‌قوز، بلوط‌های شاه‌بلوطی برگ، درخت آهن در عین حالی که سودبخش است، به این نوع درخت در نوار جنگلی بالاکوهی کمتر برخورد می‌شود. در نوار جنگلی بالاکوهی شاه بلوط شرقی، افرا و ممرز درختان غالب را تشکیل می‌دهند.

## نگارخانه

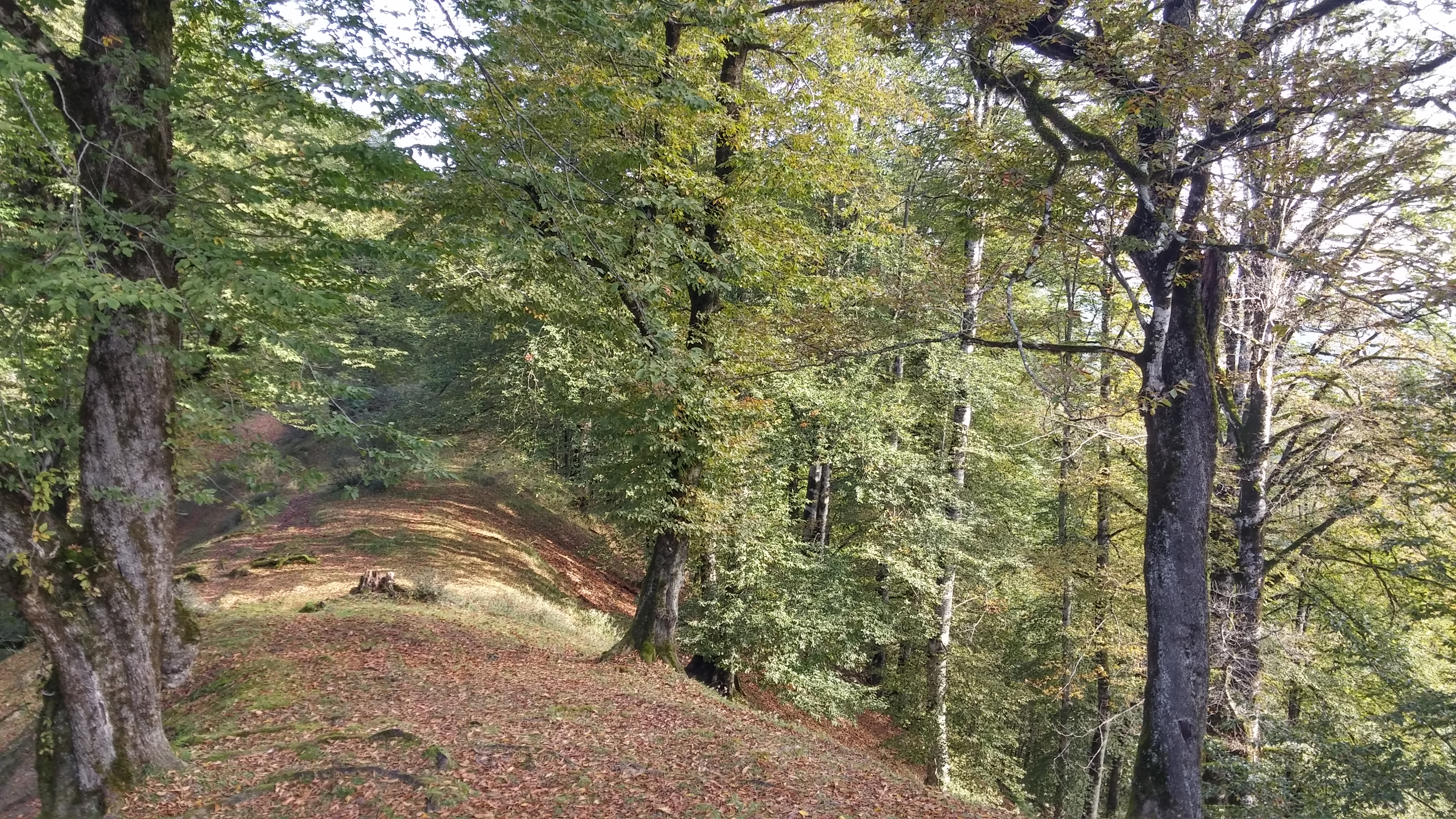
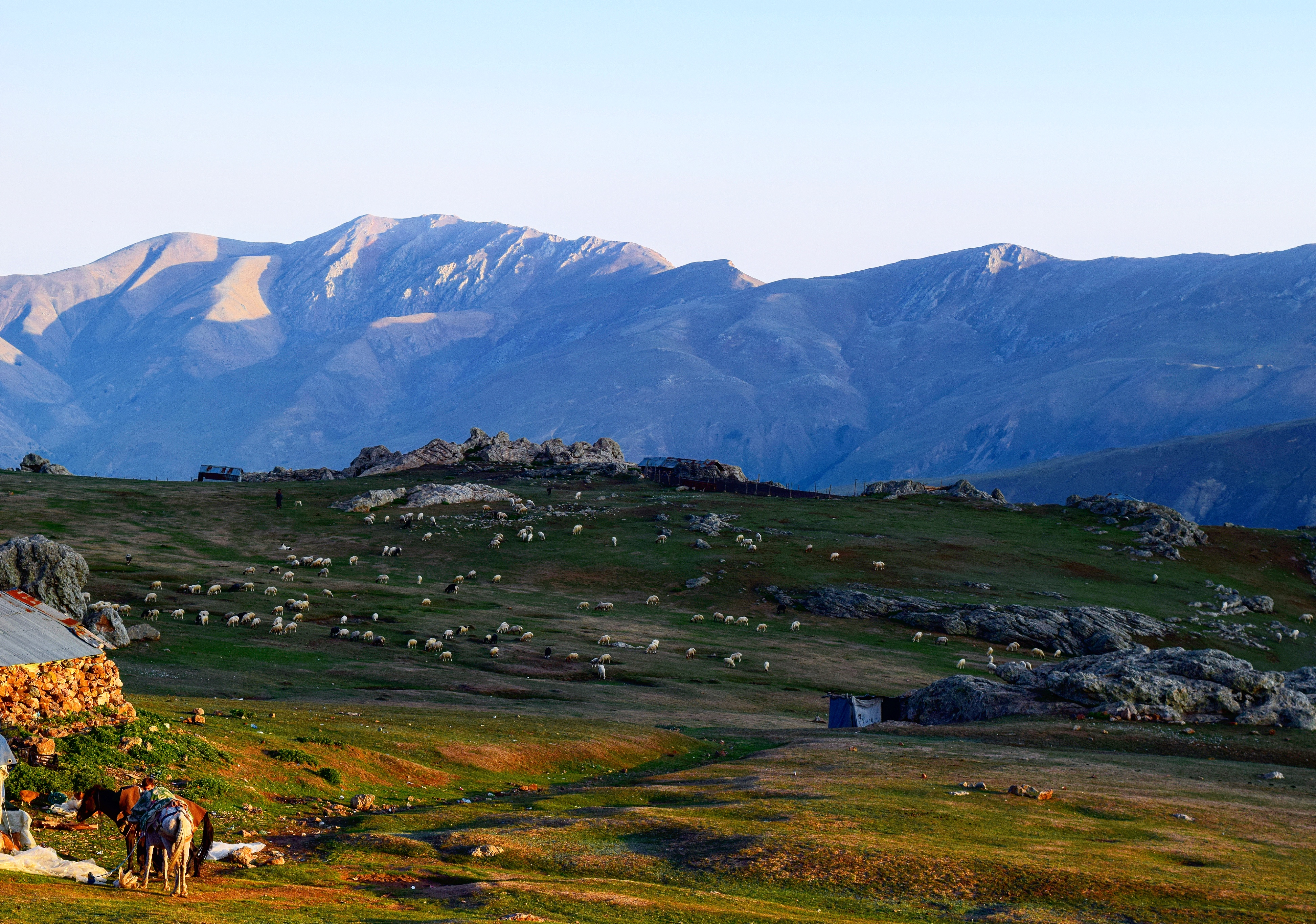